# Ферочи, Энрико
Энрико Ферочи (итал. Enrico Feroci; род. 27 августа 1940, Пиццоли, королевство Италия) — итальянский кардинал. Титулярный архиепископ Пассо Корезе с 31 октября по 28 ноября 2020. Кардинал-дьякон с титулярной диаконией Санта-Мария-дель-Дивино-Аморе-а-Кастель-ди-Лева с 28 ноября 2020.